# Òpera-Cinema Vesa

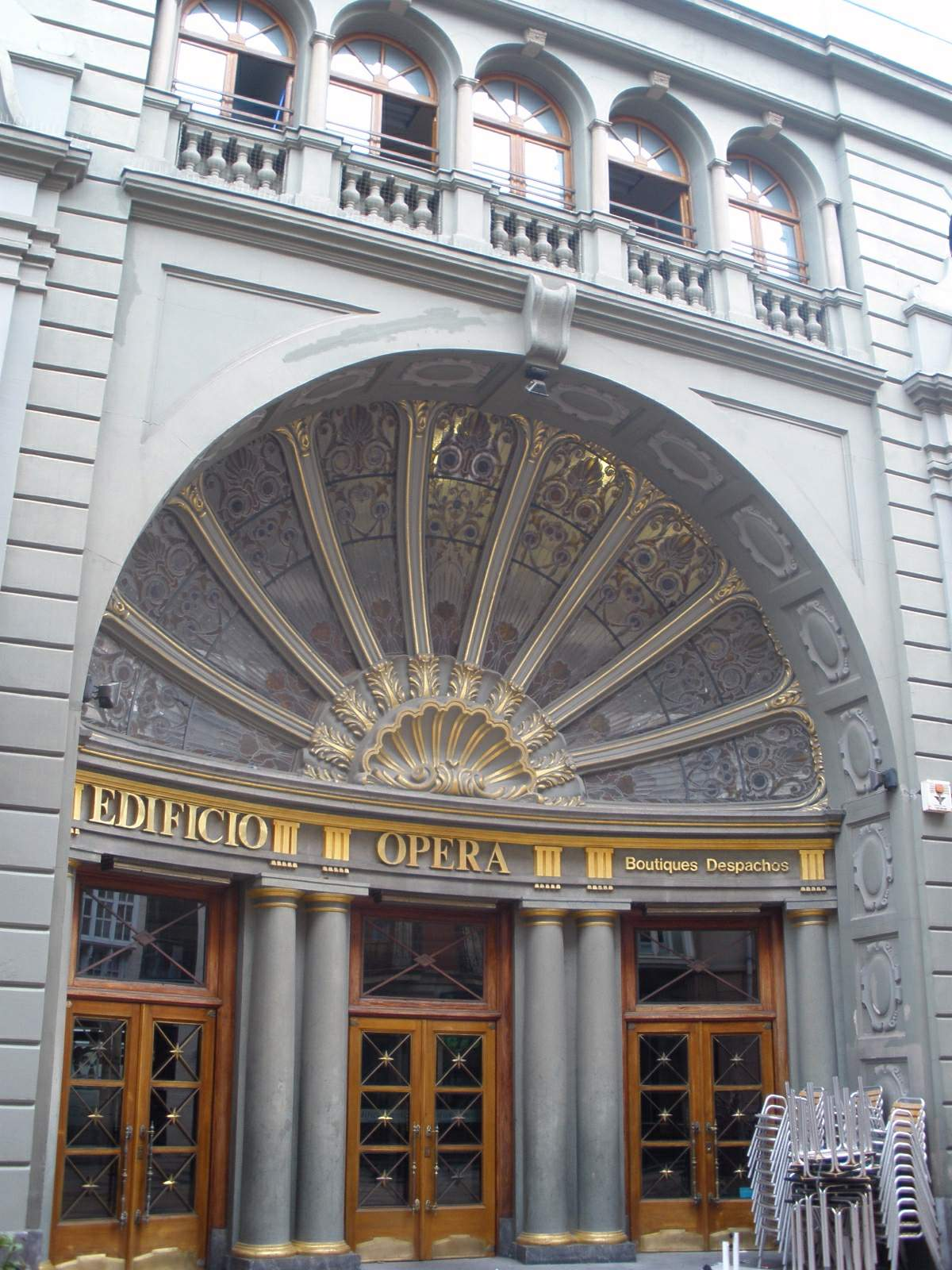
Façana de l'Edifici Òpera de Vitòria-Gasteiz

L'edifici Òpera-Cinema Vesa es troba a l'Eixample del XIX de Vitòria (Àlaba, Espanya), entre San Prudencio i Fueros, amb façanes en tots dos carrers. Es va edificar amb l'objectiu que tingués un ús d'edifici d'espectacles, tot i que a causa de canvis en les condicions de rendibilitat de l'ús inicial, ha estat profundament transformat interiorment per albergar oficines i locals comercials.
Com a elements a valorar, tan sols queden de l'edifici original les façanes i el pati del vestíbul. La façana principal (c/ San Prudencio), amb la seva distribució de buits i estructura de cossos subordinats uns dels altres, traçats segons un esquema central i simètric. Aquesta façana es troba unida a la del Teatre Principal amb la qual comparteix cornisa, mentre que en el seu altre extrem se situa un edifici d'habitatges, que varia lleugerament la cota de cornisa. La façana del carrer Fueros té un esquema igualment simètric de enguixats llisos i grans buits verticals, intencionadament austera respecte la façana principal. El pati del vestíbul fa la funció de distribuïdor interior i d'espai central de l'edifici.
La façana del carrer San Prudencio, se situa entre dues edificacions de la seva mateixa altura, de tres plantes, amb les quals manté continuïtat de ràfec i cornises intermèdies. Està construïda amb maó buit doble, rasat i pintat; s'organitza en un cos central i dos laterals, destacant per la seva amplitud el central, que té una escala monumental i presentant un gran nínxol semicircular que ocupa la planta baixa i la primera. L'intradós de l'arc està decorat amb casetones on s'inscriuen cartel·les coniformes.
El cos central es compartimenta horitzontalment quedant en la planta baixa tres buits de llinda separats per columnes toscanes, apariades les centrals. Sobre ells corre un entaulament que dona pas a una volta de quadrant d'esfera de forma avenerada finament decorada en escaiola imitant fusta i vidrieres. Una cornisa separa aquest nínxol de la planta superior, ocupada per una galeria sobra la qual hi corren arcs de mig punt que es recolzen en columnitas toscanes amb petites mènsules decorades en la clau, l'ampit té els balustres realitzats en formigó lluït amb morter i pintura, recorre horitzontalment la façana.
Els cossos laterals, de tendència vertical, contrasten amb el central, descrit abans. En ells, el mur es disposa en filades, obrint-se en la planta baixa un accés en arc escarser adovellat. En els cossos laterals, es dona una continuïtat vertical de les plantes superiors i inferiors gràcies als emmarcaments. En les primeres plantes destaca una balconada volada, amb arc de mig punt i mànsula a la clau. També la cartel·la es recolza en mènsules decorades i l'ampit és balustrat i fet de pedra. Els buits es troben flanquejats per pilastres llises que sostenen l'entaulament superior rematat per frontó corb, partit, en col·locar-se en el seu interior una gran mènsula amb gerro situat en un òcul ovalat amb el qual culminen aquests cossos laterals.
Aquesta façana es remata amb una cornisa. Els elements decoratius són bastant interessants. Es tracta d'elements historicistes que reprodueixen motius renaixentistes i manieristas.
La façana del carrer Fueros, construïda en formigó armat, està formada per tres elements verticals sobre la imposta que delimita el buit d'entrada de la planta baixa. El cos central sobresurt dels laterals en altura i respecte del plànol de la façana, estant rematat per motius decoratius en els laterals: uns gerros col·locats sobre la volada que constitueix la imposta sobre l'entrada en la planta baixa. El tractament dels paraments és llis, amb uns grans buits verticals rematats en arc, que contribueixen a augmentar la sensació de verticalitat del conjunt.
El pati central té una disposició circular amb una balconada perimetral a la planta superior, presentant il·luminació zenital. Per ell s'accedeix a la resta de dependències de l'immoble i connecta, a més, les dues entrades de l'edifici.
Les crugies adjacents dels elements descrits s'hi integren com a components la concepció dels quals és estructural i constructiva.